# Chrysothyridia triangulifera
Chrysothyridia triangulifera là một loài bướm đêm trong họ Crambidae.